# Jacintoville
Jacintoville (auch: Jacinto/Westmoreland, Jacinto Ville, dt.: „Hyazinthen-Stadt“) ist ein Ort im Toledo District von Belize. 2010 hatte der Ort 337 Einwohner.

## Geografie
Der Ort liegt am Southern Highway in der Nähe des Eldorado, zwischen Eldrigeville und Forest Home (Toledo Settlement) im Süden und Yemeri Grove im Norden.
Im Ort zweigt eine Straße ab nach San Felipe im Südwesten.

## Klima
Nach dem Köppen-Geiger-System zeichnet sich durch ein tropisches Klima mit der Kurzbezeichnung Af aus.